# این زمین مال من است
این زمین مال من است (به انگلیسی: This Land Is Mine) ساختهٔ ژان رنوار محصول سال ۱۹۴۳ ایالات متحده است. داستان فیلم دربارهٔ اشغال فرانسه توسط نازی‌هاست. فرانسوی‌ها فیلم را نپسندیدند و ادعا کردند که خود در حال تجربهٔ ماجراهای واقعی تر از داستان فیلم هستند و رنوار در پاسخ گفت که فیلم را برای مخاطبان آمریکایی ساخته‌است.